# اعتداء

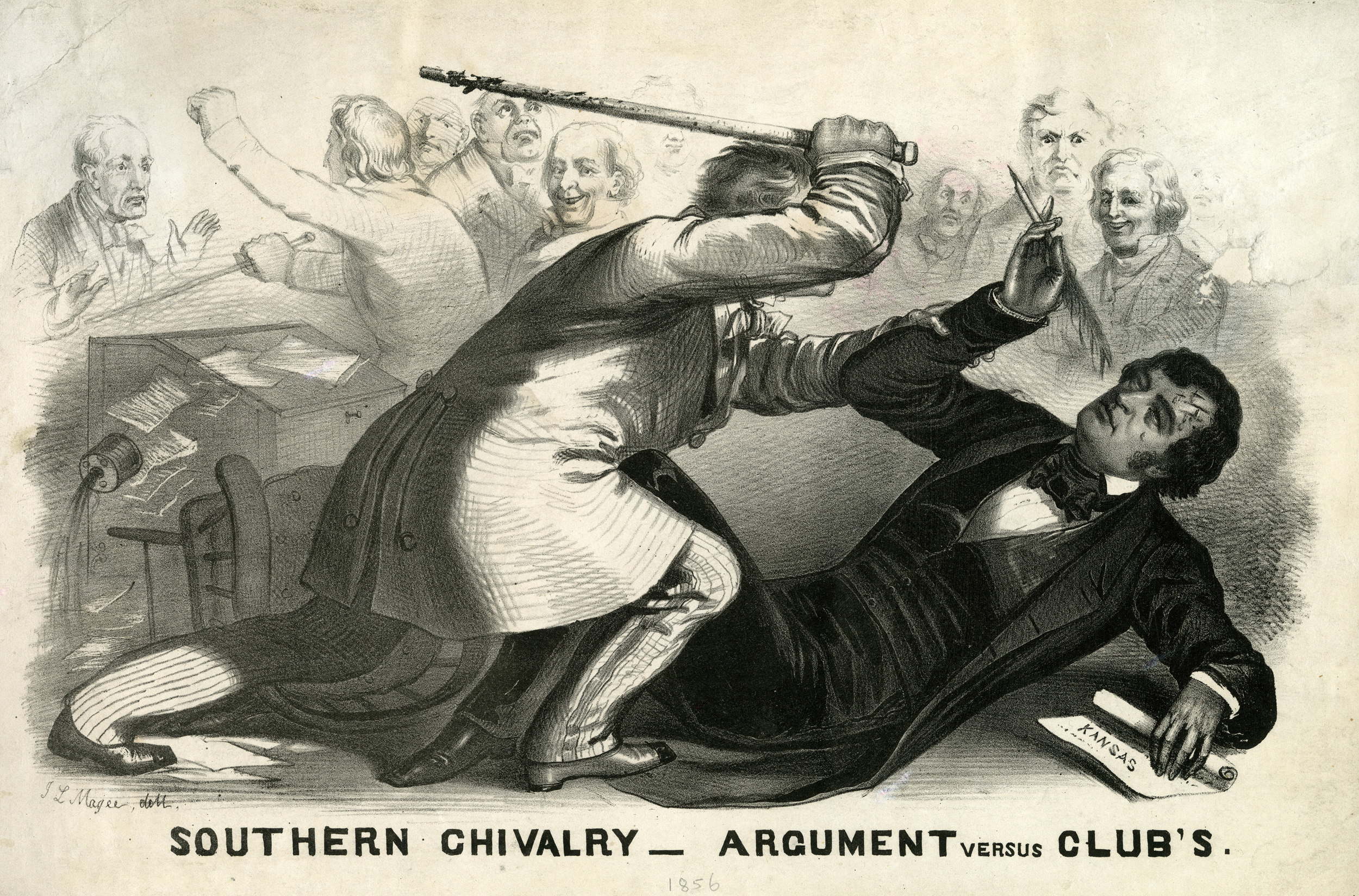

يعرّف الاعتداء في القانون الجنائي على أنه اتصال مؤذٍ أو خطير. يمكن أن يكون الاعتداء مادياً (اعتداء بالعنف، اعتداء جنسي أو غيره) أو معنوياً، ويمس كرامة الفرد وحريته.
يعاقب القانون على الاعتداء حسب درجة الخطورة، وقد تصل إلى الإعدام إن كان قد أدى إلى وفاة المعتدى عليه.

## اقرأ أيضاً
- جناية